# Convention d'Espoo
La Convention d'Espoo (ou Convention EIE) est une convention sur l'évaluation de l'impact sur l'environnement (EIE) dans les contextes  transfrontaliers.
Elle tient son nom de celui de la ville d'Espoo en Finlande, où cette convention a été adoptée et ouverte à signatures en 1991, avant d'entrer en vigueur 6 ans plus tard, le 10 septembre 1997.
Elle comporte 3 appendices qui « font partie intégrante de la Convention ».
Elle stipule notamment que l'étude des impacts sur l'environnement par les Parties signataires de la Convention doit précéder toute prise de décision ou autorisation d'entreprendre toute activité (susceptible de générer ces impacts) listée dans l'appendice I de la Convention.

## Éléments de définition
Dans la convention, le terme d'impact est défini comme suit:
« tout effet d'une activité proposée sur l'environnement, notamment sur la santé et la sécurité, la flore, la faune, le sol, l'air, l'eau, le climat, le paysage et les monuments historiques ou autres constructions, ou l'interaction entre ces facteurs; il désigne également les effets sur le patrimoine culturel ou les conditions socio-économiques qui résultent de modifications de ces facteurs ». L'appendice I de la convention cite quelques exemples de tels impacts et un appendice II  décrit la constitution du dossier d'évaluation de l'impact sur l'environnement.

## Contenu et objectifs
Dans l'objectif d'un « développement écologiquement rationnel et durable » prenant mieux en compte les « incidences réciproques des activités économiques et de leurs conséquences sur l'environnement », cette convention stipule que les Parties doivent faire une évaluation environnementale des impacts des activités susceptibles d'avoir une incidence environnementale transfrontalière dès le début de la planification ; plus précisément, les États frontaliers concernés dits ("Parties d'origine") doivent notifier à leurs voisins concernés (dits "Parties touchées") tout projet majeur à l'étude s'il est susceptible d’avoir un impact transfrontalier significatif et préjudiciable à l'environnement. Les "parties concernés" doivent se consulter pour réduire ou éliminer ces impacts (« à l'initiative de l'une quelconque d'entre elles » et elles discutent aussi d'activités proposées qui ne seraient pas inscrites dans l'Appendice I, si elles sont susceptibles d'avoir un impact transfrontière préjudiciable important (selon des critères présentés dans l'appendice III de la Convention). Elle doivent dans ce cas être traitées comme si elles étaient inscrites sur cette liste.
La "Partie d'origine" doit « offrir au public des zones susceptibles d'être touchées la possibilité de participer aux procédures pertinentes d'évaluation de l'impact sur l'environnement des activités proposées, et veille à ce que la possibilité offerte au public de la Partie touchée soit équivalente à celle qui est offerte à son propre public ». Le public est à prendre ici au sens large, comme « une ou plusieurs personnes physiques ou morales ».
Au-delà des projets particuliers, mais sans obligation, les plans et programmes sont concernés, « Dans la mesure voulue, les Parties s'efforcent d'appliquer les principes de l'évaluation de l'impact sur l'environnement aux politiques, plans et programmes »
Toutes les activités ou projets « visant à modifier sensiblement une activité, dont l'exécution doit faire l'objet d'une décision d'une autorité compétente suivant toute procédure nationale applicable » sont concernés.
Cette convention encourage donc la prévention. La convention impose de prendre toutes les « mesures appropriées et efficaces pour prévenir, réduire et combattre l'impact environnemental transfrontière préjudiciable important que des activités proposées pourraient avoir sur l'environnement ». 

Elle peut éventuellement faire prendre conscience de risques trop importants, et conduire à l'annulation du projet. Une « option "zéro" » doit d'ailleurs être étudiée selon la Convention). L'étude des impacts peut éventuellement conduire à déplacer ou reporter le projet.
Rien n'empêche les parties, via un accord bilatéral ou multilatéral d'aller plus loin sur le plan des exigences que ce qu'impose la convention aux parties qui l'ont signé.
Inversement, la "Partie touchée" après avoir été contactée par la "Partie d'origine" peut indiquer qu'elle ne souhaite pas participer à la procédure d'évaluation de l'impact sur l'environnement (dans ce cas, certaines dispositions de la convention, celles des paragraphes 5, 6, 7 et 8 de l'article 3  et celles des Articles 4 à 7 ne s'appliquent pas, mais la partie d'origine peut néanmoins faire et produire son étude d'impact).
La consultation doit s'effectuer avec une durée raisonnable.
Elle doit aussi porter « sur la procédure qui pourrait être suivie pour surveiller les effets de ces mesures aux frais de la Partie d'origine ».
La convention d'Espoo est complétée par la convention d'Aarhus sur l'accès à l'information, la participation du public au processus décisionnel et l'accès à la justice en matière d'environnement.
Dans toute la durée de la procédure, chaque partie se doit d'informer l'autre au mieux et tant que raisonnablement possible, et il peut être décidé de faire une analyse a posteriori des impacts (incluant au moins « la surveillance de l'activité et la détermination de tout impact transfrontière préjudiciable »).

## Histoire, origine et applications
Le respect des frontières et la question des impacts transfrontaliers ont une importance géostratégique évidente (source de guerres ou nombreux conflits dans le passé).
En Europe comme ailleurs, de nombreuses frontières sont constituées par les barrières naturelles qu'étaient les fleuves, rivières ou montagnes. Dans ces cas la construction ou modification de ponts, routes et cols et tunnels routiers ou ferroviaires transfrontaliers peuvent alors être concernés par la Convention d'Espoo.
Le Règlement européen (UE) no 347/2013 du parlement européen et du Conseil du 17 avril 2013 concernant des orientations pour les infrastructures énergétiques transeuropéennes rappelle que les réseaux énergétiques transfrontaliers doivent respecter la Convention d'Espoo.

### Contexte
Cette convention fait suite et référence à divers documents ou évènements concernant :  
- la Charte des Nations unies ;
- la Déclaration de la Conférence des Nations unies sur l'environnement et le développement (Conférence de Stockholm) ;
- l'Acte final de la Conférence sur la sécurité et la coopération en Europe (CSCE) ;
- les documents de clôture des Réunions de Madrid et de Vienne des représentants des États ayant participé à la CSCE ;
- les résultats Commission économique des Nations unies pour l'Europe, dont les résultats du Séminaire sur l'évaluation de l'impact sur l'environnement de septembre 1987 (tenu à Varsovie en Pologne)
- les « buts et Principes de l'évaluation de l'impact sur l'environnement adoptés par le Conseil d'administration du Programme des Nations unies pour l'environnement »,
- la « Déclaration ministérielle sur le développement durable », faite en mai 1990 à Bergen, en Norvège.

Il existe une association internationale pour l'évaluation environnementale : International Association for Impact Assessment, basée aux États-Unis (http://www.iaia.org/) qui coopère avec l'ONU et la Convention d'Espoo, produit des guides, des formations, des colloques et conférences et dispose d'un Wiki (en anglais) sur le thème de l'évaluation environnementale

## Accès aux informations environnementales
Il est garanti par la Convention d'Aarhus, déclinée dans le droit européen de l'environnement et en France dans le droit national, de même, théoriquement, que l'accès à la justice pour les ONG concernant le droit de l'environnement, confirmé en 2012, par le Tribunal de l'Union européenne  a confirmé.

## Accès aux données géographiques
En Europe, une ouverture proactive de certaines données géographiques est encouragée, et obligatoire pour certaines autorités administratives.

## Émissions transfrontalières de polluants ou de contaminants
À la suite de la mise en œuvre de certains projets à proximité des frontières, des polluants et/ou contaminants biologiques peuvent être émis d'un pays vers un autre ; de manière chronique ou accidentelle. Les transferts peuvent se faire via l'air, ou l'eau (cours d'eau, nappes phréatiques courants marins) et/ou dans les sols, ou encore transférés par des animaux qui se sont contaminés (bioturbation et transfert géographique, via les migrations animales notamment).
La convention contient une liste (non limitative) d'exemple d'actions ou projets devant obligatoirement être traités par les parties signataires de la convention : 
1. Raffinerie de pétrole (sauf s'il ne s'agit que de lubrifiants produits à partir de pétrole brut) et installations pour la gazéification et la liquéfaction d'au moins 500 t/j de charbon ou schiste bitumineux ;
2. Centrale thermique ou toute unité de combustion de plus de 300 mégawatts ; centrales nucléaires et autres réacteurs nucléaires (hors unités destinées à produire ou convertir des matières fissiles ou fertiles de moins de 1 kW de charge thermique continue) ;
3. Installations de production et/ou enrichissement de combustibles nucléaires, de traitement de combustibles nucléaires irradiés ou de stockage/élimination/traitement de déchets radioactifs ;
4. Installations métallurgiques de grande taille (fonte, acier ou métaux non ferreux) ;
5. Travail de l'amiante amiante (extraction, traitement ou transformation) ou produits en contenant (dont amiante-ciment si la production dépasse 20 000 t/an de produits finis ; les matériaux amiantés de friction si la production dépasse 50 t/an de produits finis ; et d'autres usages de l'amiante s'ils utilisent plus de 200 t/an d'amiante ;
6. Installations chimiques intégrées ;
7. Projet d'aéroport (si la piste principale dépasse 2 100 m de long), d'autoroutes, de voies rapides, de voie ferrée (si trafic ferroviaire à longue distance) ;
8. Oléoducs et gazoducs (de grande section) ;
9. Ports de commerce, voies d'eau intérieures, port fluvial (s'il a une capacité d’accueil de bateaux de plus de 1 350 t) ;
10. Installations d'incinération de déchet ou de traitement chimique ou mise en décharge de déchets toxiques et dangereux ;
11. Grand barrage, réservoir ;
12. Captage d'eau souterraine (à partir de 10 millions de m3/1n) ;
13. Fabrication de papier ou de pâte à papier (au-delà de 200 t/j séchées à l'air) ;
14. Exploitation minière (à grande échelle) ; extraction et traitement in situ de minerais métalliques ou charbon ;
15. Production d'hydrocarbures en mer (forage offshore…) ;
16. Stockage de produits pétroliers, pétrochimiques et chimiques (grandes installations) ;
17. Déforestation (si grandes surfaces).

## Limites et subsidiarité
Cette convention doit être appliquée dans le respect des autres « obligations qui peuvent incomber aux Parties en vertu du droit international », ce qui peut être source de contradictions dans le cas des cultures d'OGM avec risque de dissémination de transgène.
Son article 8 stipule en outre que la Convention ne porte « pas atteinte au droit des Parties d'appliquer, à l'échelon national, les lois, règlements, dispositions administratives ou pratiques juridiques acceptées visant à protéger les renseignements dont la divulgation serait préjudiciable au secret industriel et commercial ou à la sécurité nationale »